# هيني مون
هيني مون (بالنرويجية البوكمول: Henny Moan)‏ (22 فبراير 1936 - 8 سبتمبر 2024) هي سياسية وممثلة نرويجية، ولدت في 22 فبراير 1936 في النرويج. حصلت على جائزة أماندا الفخرية في عام 2010، ومُنحت رتبة قائد وسام القديس أولاف في عام 2020.

## أعمال

### أفلام
- (1997) باربرا

## وصلات خارجية
- هيني مون على موقع IMDb (الإنجليزية)
- هيني مون على موقع ميوزك برينز (الإنجليزية)
- هيني مون على موقع قاعدة بيانات الأفلام السويدية (السويدية)
- هيني مون على موقع قاعدة بيانات الفيلم (الإنجليزية)